# Xystrota admirabilis
Xystrota admirabilis är en fjärilsart som beskrevs av Charles Oberthür 1883. Xystrota admirabilis ingår i släktet Xystrota och familjen mätare. Inga underarter finns listade i Catalogue of Life.